# Riva Trigoso
Riva Trigoso is een plaats (frazione) in de Italiaanse gemeente Sestri Levante, provincie Genua. De plaats telt ongeveer 4000 inwoners.
Sinds 1897 is er een scheepswerf gevestigd, die thans tot de Fincantieri-groep behoort. Veel schepen van de Italiaanse marine zijn hier gebouwd.

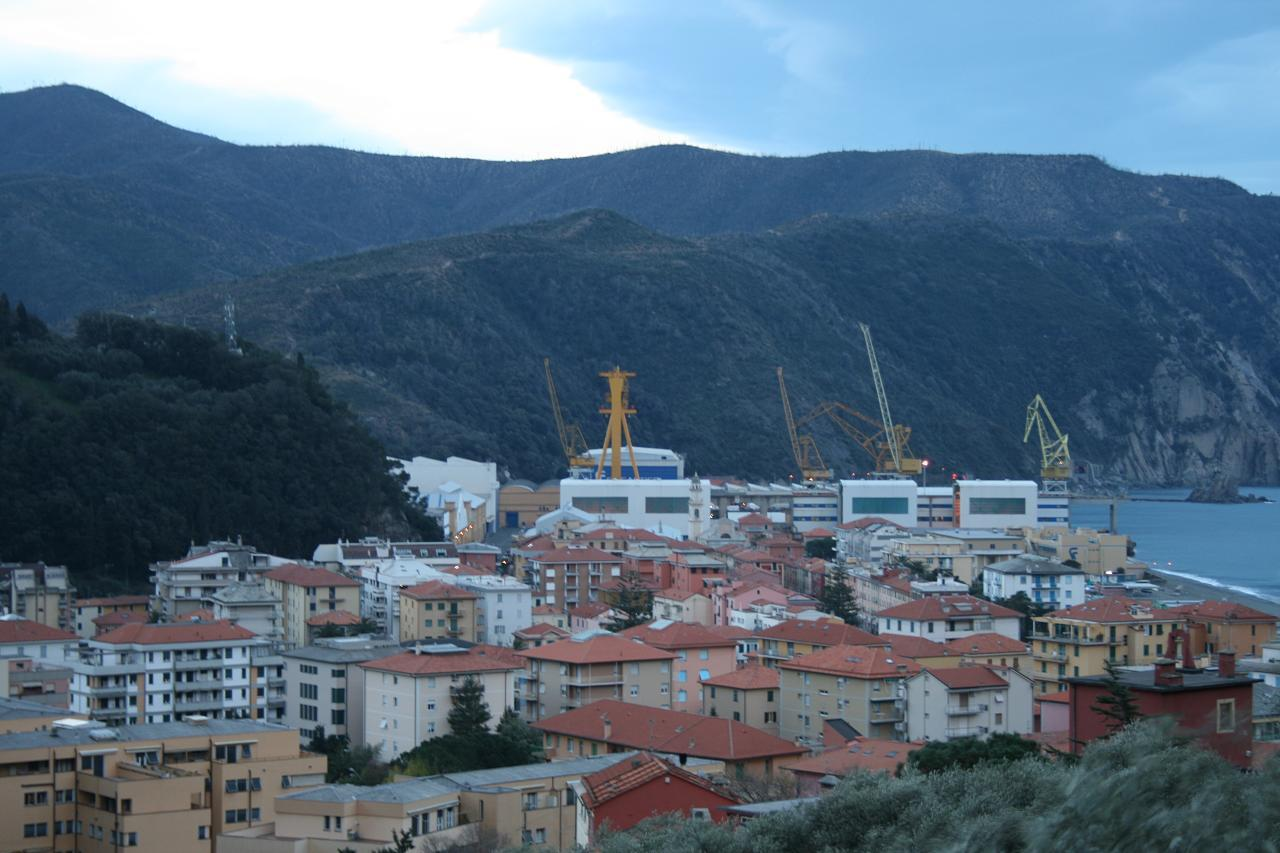
In de verte de scheepswerf.
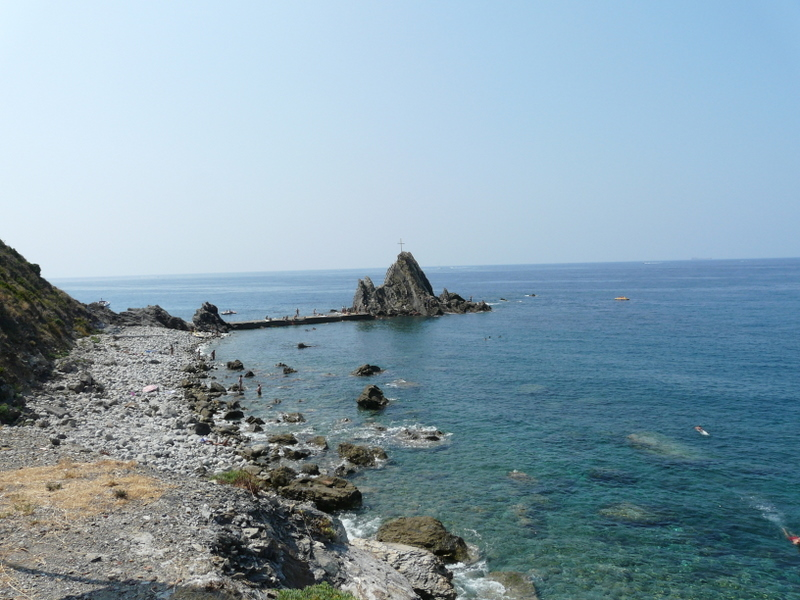
Een rotsstrand.
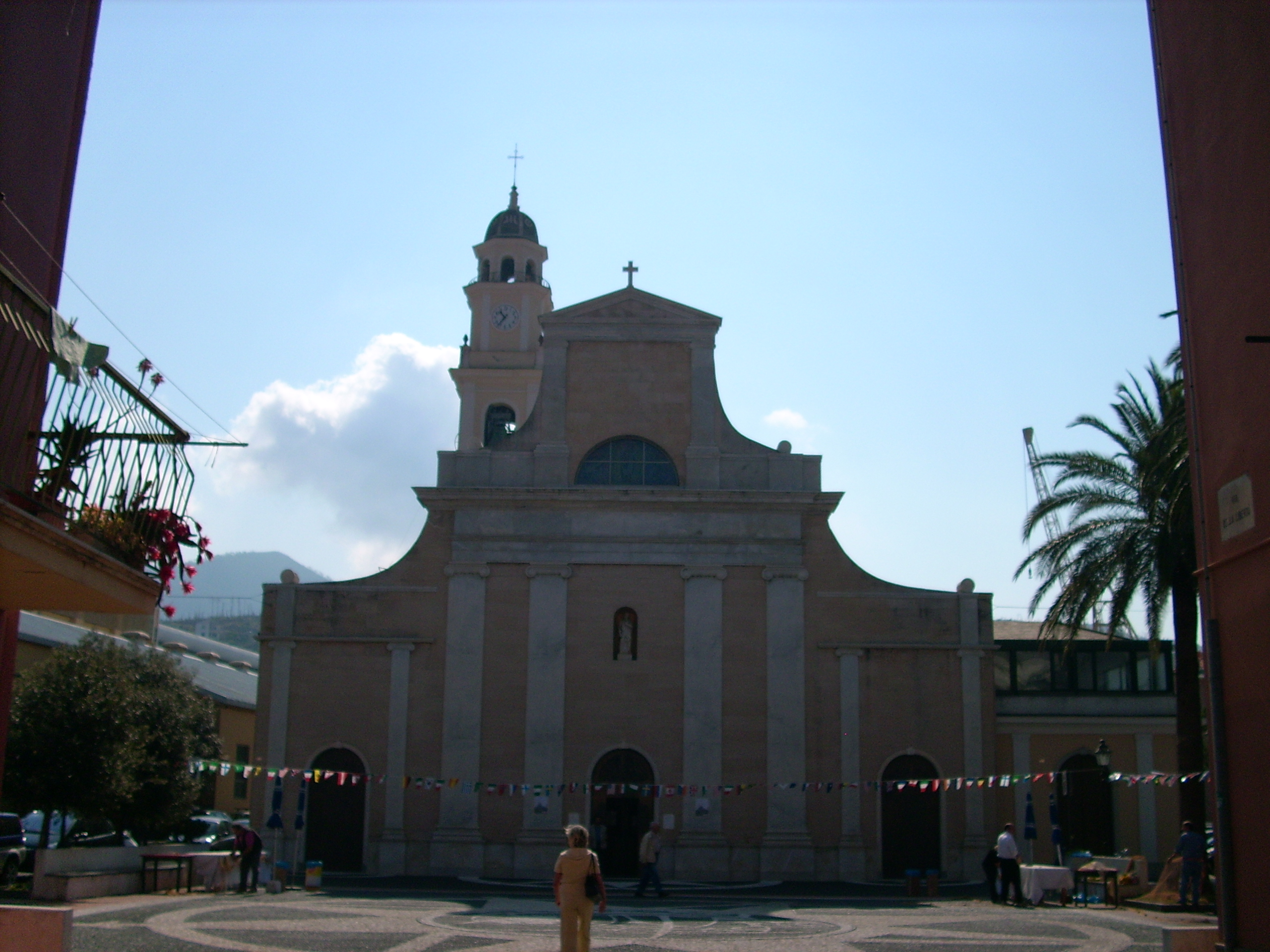
Chiesa di San Pietro.
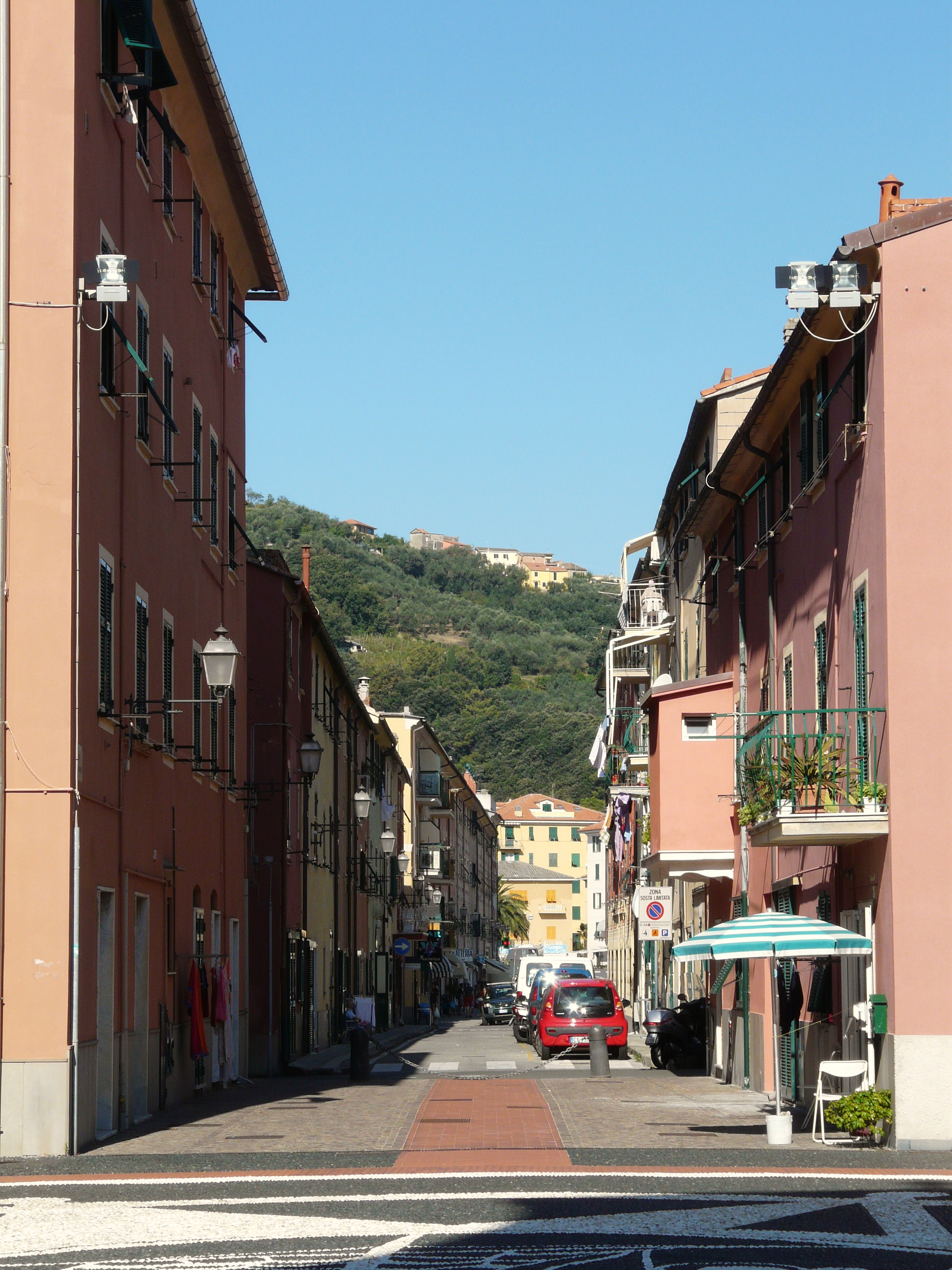
De Via della libertà.